# Aleksandr Riażskich
Aleksandr Aleksandrowicz Riażskich (ros. Александр Александрович Ряжских, ur. 29 lipca 1931 we wsi Nowo-Żywotinskoje w obwodzie woroneskim, zm. 7 stycznia 2009 w Moskwie) – radziecki i rosyjski generał pułkownik.

## Życiorys
Po ukończeniu szkoły, w październiku 1950 wstąpił do Armii Radzieckiej. W 1955 ukończył wyższą inżynieryjną szkołę artylerii w Rostowie i został szefem wydziału baterii 77 Brygady Inżynieryjnej Wojsk Rakietowych Przeznaczenia Strategicznego ZSRR. Od sierpnia 1957 służył na poligonie Bajkonur kolejno jako dowódca drużyny, kierownik grupy kompleksowej, główny inżynier 69 Brygady i szef wydziału poligonu. Od czerwca 1963 do lipca 1970 starszy oficer, zastępca szefa wydziału i szef wydziału Głównego Zarządu Eksploatacji Uzbrojenia Rakietowego, od lipca 1970 do lipca 1975 zastępca dowódcy Orenburskiej Armii Rakietowej ds. Uzbrojenia - główny inżynier armii rakietowej i członek jej Rady Wojskowej. Od lipca 1975 do grudnia 1977 szef Wydziału I, a od grudnia 1977 do września 1984 I zastępca szefa Głównego Zarządu Uzbrojenia Rakietowego – zastępca głównodowodzącego Wojskami Rakietowymi Przeznaczenia Strategicznego ZSRR ds. uzbrojenia, od 16 września 1984 do 2 czerwca 1993 szef Głównego Zarządu Uzbrojenia Rakietowego - zastępca głównodowodzącego Wojskami Rakietowymi Przeznaczenia Strategicznego ds. uzbrojenia, następnie zakończył służbę wojskową. Doktor nauk technicznych (1985).

## Odznaczenia i nagrody
- Order Lenina (1961)
- Order Czerwonego Sztandaru Pracy (1973)
- Nagroda Państwowa ZSRR (1983)
- Order Czerwonej Gwiazdy (dwukrotnie – 1976 i 1978)
- Order „Za służbę Ojczyźnie w Siłach Zbrojnych ZSRR” III klasy (1987)
- Medal „Za pracowniczą wybitność”

I medale.